# Cristofano Robétta
Cristofano di Michele detto Robetta (Firenze, 17 novembre 1462 – 1535) è stato un orafo e incisore italiano.

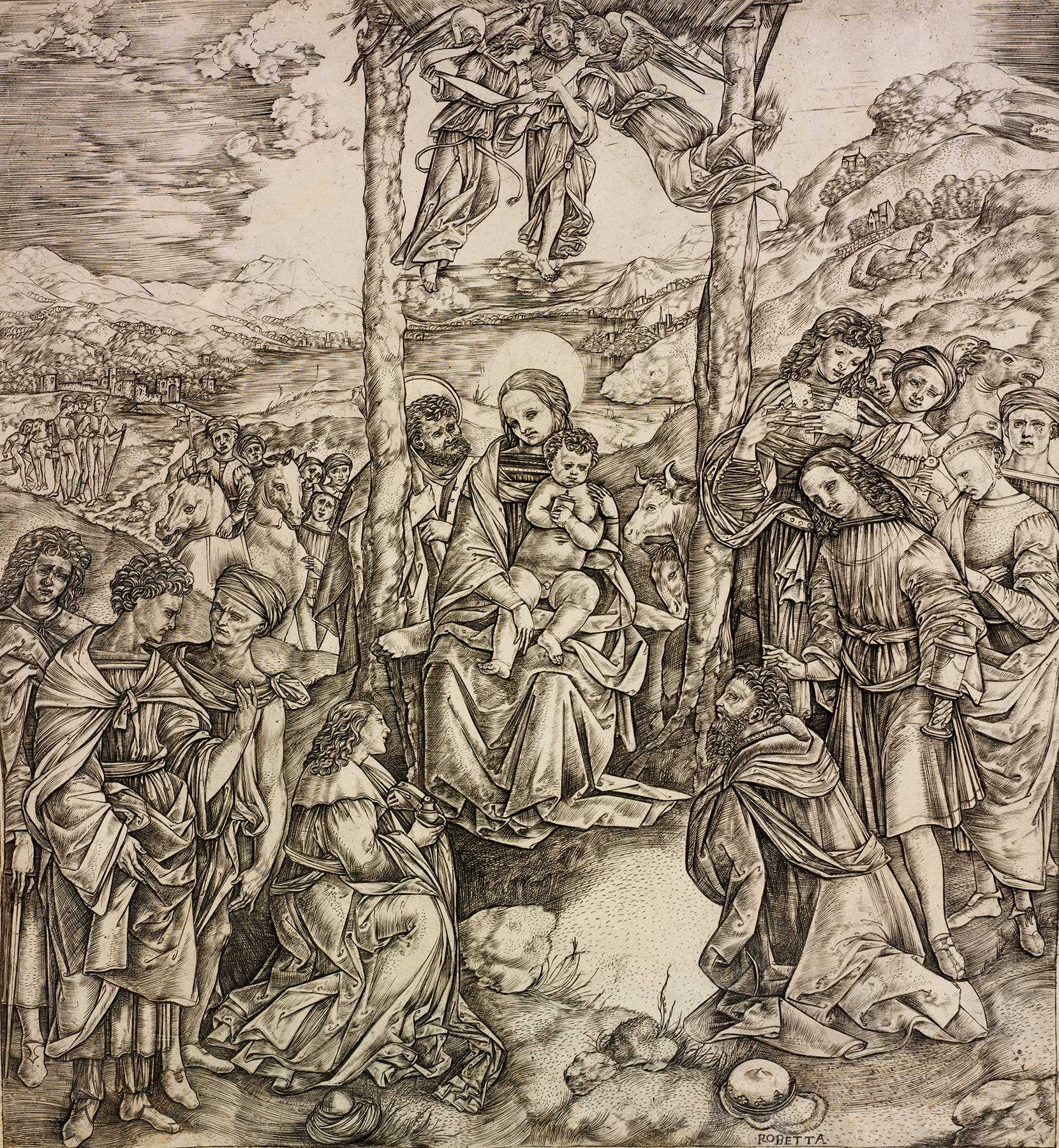
Adorazione dei Magi di Cristofano Robetta, Rhode Island School of Design Museum, 1500

Figlio di Michele di Cristofano di Martino fu un autodidatta nell'uso del bulino e nell'arte orafa.
Nelle sue incisioni rimane molto legato ai maestri tedeschi come Dürer e Schongauer o da pittori suoi contemporanei come Filippo Lippi, Pollaiolo e del Perugino.
Di Robétta ci rimangono circa 50 lastre.
Alcune delle sue opere risiedono presso il Cleveland Museum of Art e il Metropolitan Museum of Art di New York

## Opere
- Ercole e l'Idra di Lerna, Metropolitan Museum of Art di New York
- Adorazione dei Magi, Rhode Island School of Design Museum
- Allegoria dell'Amore, Ermitage di San Pietroburgo
- Adamo ed Eva e i loro figli, Brigham Young University Museum of Art